# Rataje (Boemia centrale)
Rataje è un comune della Repubblica Ceca facente parte del distretto di Benešov, in Boemia Centrale.

## Galleria d'immagini

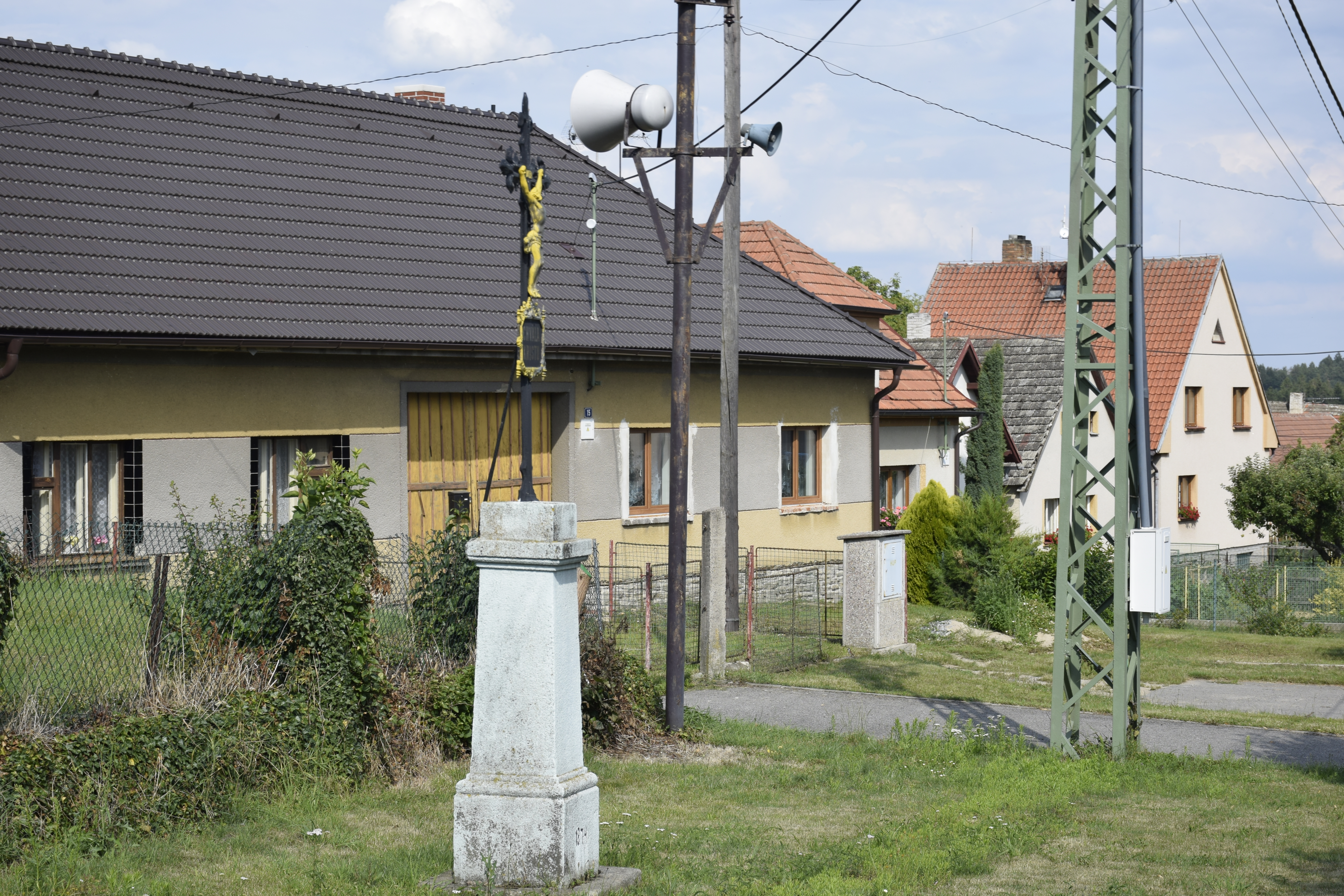
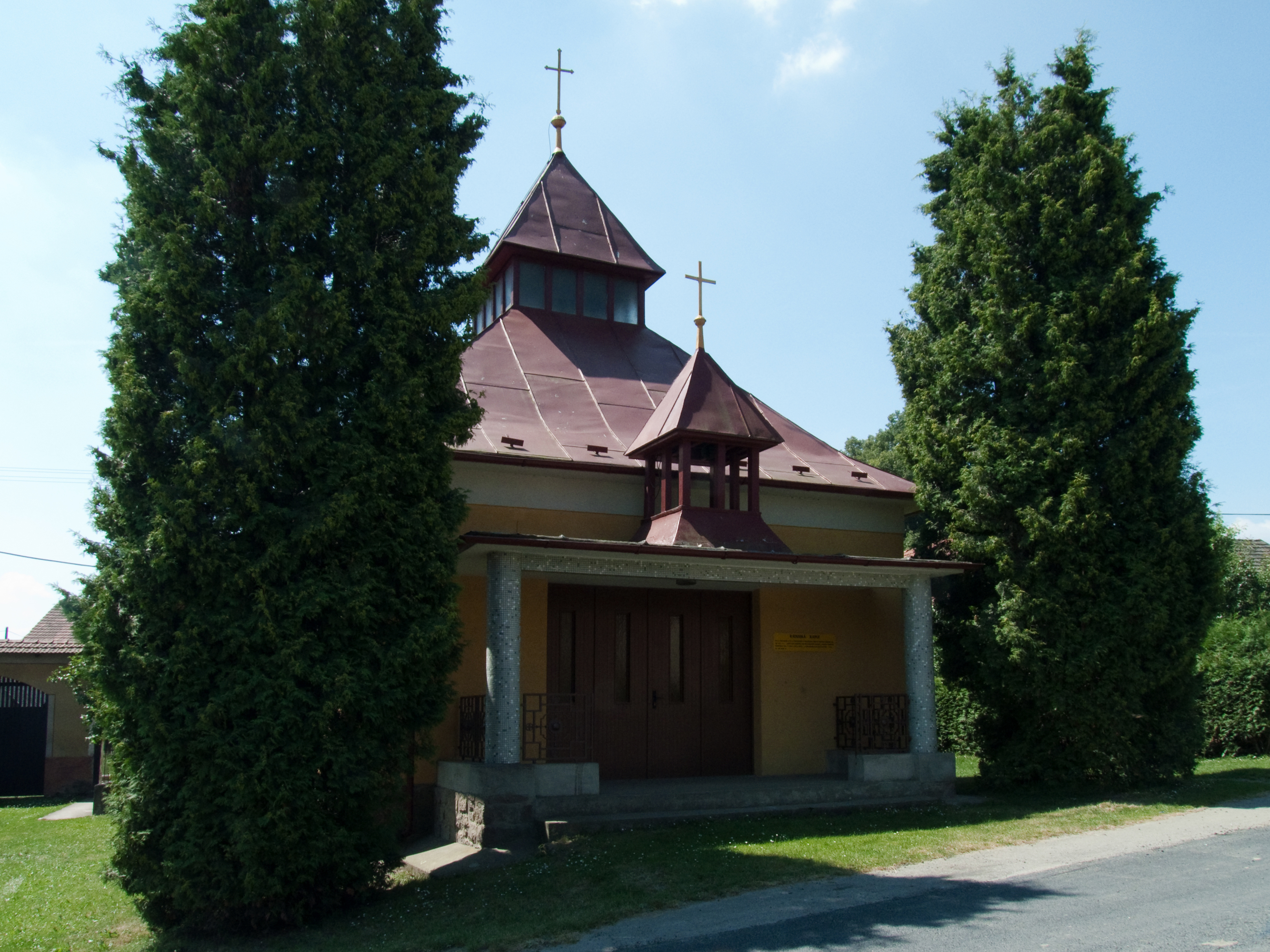
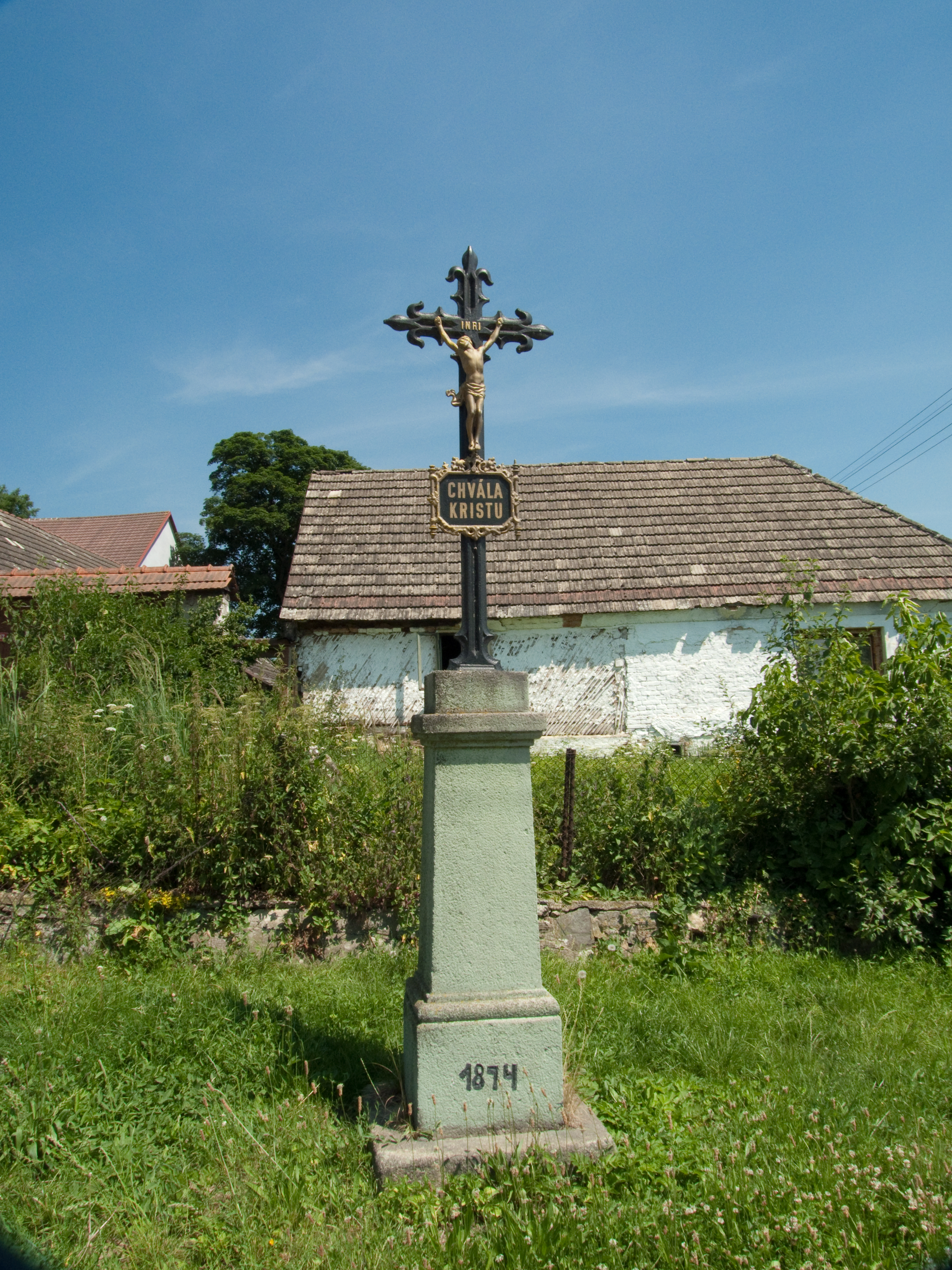